# Caillé doux de Saint-Félicien
Pour les articles homonymes, voir Saint-Félicien.
Le caillé doux de Saint-Félicien, originaire du Nord de l’Ardèche, est un fromage de chèvre à pâte molle à croûte fleurie, de type présure.
Le caillé doux de Saint-Félicien fermier est fabriqué à partir de lait de chèvre et n’est pas à confondre avec le saint-félicien lait de vache. Produit de mars à décembre, le caillé doux de Saint-Félicien est un produit phare du Haut-Vivarais.

## Description

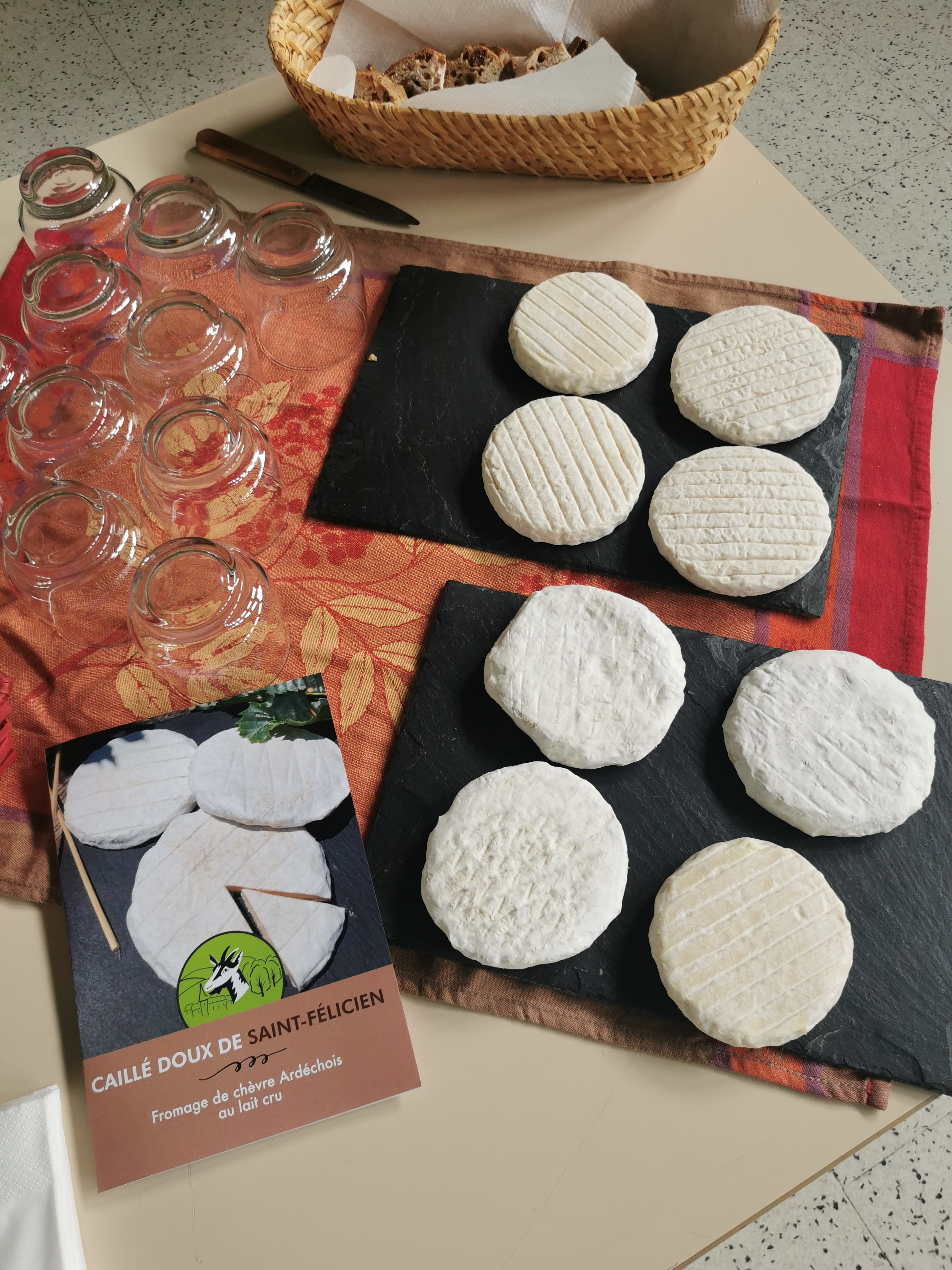

Le caillé doux de Saint-Félicien est un fromage de chèvre à caillage rapide en forme de palet plat, de goût très doux et de texture moelleuse. C’est un fromage à pâte molle, de type présure, fabriqué au lait de chèvre entier cru chaud très peu acidifié.
A l’issue d’une période d’affinage de deux semaines, il se présente sous forme d’un cylindre aplati, plus ou moins régulier, de 8 à 10cm de diamètre, et 1,5 à 2cm de hauteur, pesant entre 90 g et 110 g à 15 jours d’affinage.
Le croûtage est fin, de couleur crème parfois blanc feutré. Il peut être recouvert ou non de moisissures bleutées. La pâte est blanche, souple, crémeuse, à texture très fine et à coupe franche légèrement brillante. Le goût est doux, léger et peu salé pouvant avoir des notes beurrées et de noisette.

## Histoire
Le caillé doux de Saint-Félicien était traditionnellement fabriqué par les femmes, tout de suite après la traite des chèvres. Les fromages étaient collectés par des coquetiers qui les revendaient par la suite à des grossistes de Lyon et Saint-Étienne. Les fromages étaient également vendus sur les marchés locaux et notamment à Annonay.

## Production
La zone de production du caillé doux de Saint-Félicien s’étend dans le Nord de l’Ardèche, autour du village de Saint Félicien. Elle englobe les vallées de l’Eyrieux, du Doux, de l’Ay et de la Cance. Cette aire géographique se caractérise par un pâturage de moyenne montagne, de zones boisées et de prairies à forte diversité florale. Il existe une dizaine de producteurs et de productrices.

## Fabrication
Le caillé doux de Saint-Félicien se fabrique par un caillage de type présure. Après la traite, le lait est travaillé directement à chaud. La coagulation se fait par l’ajout de présure et de ferments lactiques (thermophiles ou mésophiles) en petite dose, c’est l’emprésurage. Ensuite, le lait est tranché à la louche pour accélérer l’égouttage du petit lait. Il est ensuite moulé et égoutté durant 3 à 5h et est retourné au moins 3 fois : une fois juste après le moulage, 1h après puis 3h après. Au démoulage, le fromage est séché en ambiance chaude et humide puis il est affiné pendant 2 semaines.  